# Юридичний радник Білого дому
Юридичний радник Білого дому (англ. White House Counsel) — член персоналу Білого дому, який призначається Президентом та Віцепрезидентом, чиїм обов'язком є консультувати Президента в усіх юридичних питаннях, які стосуються роботи Президента та його адміністрації. Чинним юридичним радником є Дана Ремус, яка обіймає цю посаду з 20 січня 2021.

## Обов'язки
Посаду юридичного радника Президента і Віцепрезидента США було створено 1943 року. До обов'язків цього посадовця входить консультування зі всіх юридичних аспектів політики, юридичних питань, які виникають унаслідок рішень Президента підписати чи заветувати законодавчі акти, етичних питань, фінансових розкриттів та конфліктів інтересів. Офіс юридичного радника також допомагає визначити межу між офіційними та політичними активностями, допомагає у процедурах призначення посадовців виконавчої влади і в процесі відбору кандидатів у судді, організовує юридичну сторону помилувань, перевіряє законопроєкти та заяви Президента, займається судовими позовами, поданими проти Президента як посадовця. Також юридичний радник є контактною особою в Білому домі для Міністерства юстиції.

## Обмеження
Хоч юридичний радник Білого дому надає юридичні консультації Президенту і Віцепрезиденту, він робить це для них як для посадовців і не є їхнім особистим адвокатом. Таким чином, під час Вотерґейтського скандалу виникло питання, наскільки широкою є таємниця спілкування між адвокатом і клієнтом у випадку юридичного радника Білого дому та Президента США. Тоді заклали прецедент, що ця таємниця спілкування не поширюється на випадки обговорення особистих питань між радником і Президентом та на процедури розгляду Конгресом випадків неналежної поведінки Президента, як, наприклад, процедура імпічменту. У таких ситуаціях, щоб отримати конфіденційну консультацію, Президент має звертатися до особистого адвоката.

## Список
| Юридичний радник  | Початок терміну  | Кінець терміну   | Президент            |
| ----------------- | ---------------- | ---------------- | -------------------- |
| Семюел Роузман    | 2 жовтня 1943    | 1 лютого 1946    | Франклін Д. Рузвельт |
| Семюел Роузман    | 2 жовтня 1943    | 1 лютого 1946    | Гаррі Трумен         |
| Кларк Кліффорд    | 1 лютого 1946    | 31 січня 1950    |                      |
| Чарльз Мьорфі     | 31 січня 1950    | 20 січня 1953    |                      |
| Бернард Шенлі     | 20 січня 1953    | 19 лютого 1955   | Дуайт Ейзенхауер     |
| Джеральд Морган   | 19 лютого 1955   | 5 листопада 1958 | Дуайт Ейзенхауер     |
| Девід Кендалл     | 5 листопада 1958 | 20 січня 1961    | Дуайт Ейзенхауер     |
| Тед Соренсен      | 20 січня 1961    | 29 лютого 1964   | Джон Кеннеді         |
| Тед Соренсен      | 20 січня 1961    | 29 лютого 1964   | Ліндон Джонсон       |
| Маєр Фельдман     | квітень 1964     | 17 січня 1965    |                      |
| Лі Вайт           | 17 січня 1965    | 11 лютого 1966   |                      |
| Мілтон Семер      | 14 лютого 1966   | 31 грудня 1966   |                      |
| Гаррі Макферсон   | 11 лютого 1966   | 26 жовтня 1967   |                      |
| Ларрі Темпл       | 26 жовтня 1967   | 20 січня 1969    |                      |
| Джон Ерліхман     | 20 січня 1969    | 4 листопада 1969 | Річард Ніксон        |
| Чарльз Колсон     | 6 листопада 1969 | 9 липня 1970     | Річард Ніксон        |
| Джон Дін          | 9 липня 1970     | 30 квітня 1973   | Річард Ніксон        |
| Леонард Гармент   | 30 квітня 1973   | 9 серпня 1974    | Річард Ніксон        |
| Філліп Б'ючен     | 9 серпня 1974    | 20 січня 1977    | Джеральд Форд        |
| Вільям Кассельман | 9 серпня 1974    | 19 вересня 1975  | Джеральд Форд        |
| Філліп Аріда      | жовтень 1974     | лютий 1975       | Джеральд Форд        |
| Родерік Хіллс     | березень 1975    | жовтень 1975     | Джеральд Форд        |
| Роберт Ліпшуц     | 20 січня 1977    | 1 жовтня 1979    | Джиммі Картер        |
| Ллойд Катлер      | 1 жовтня 1979    | 20 січня 1981    | Джиммі Картер        |
| Фред Філдінг      | 20 січня 1981    | 23 травня 1986   | Рональд Рейган       |
| Пітер Воллісон    | 23 травня 1986   | 20 березня 1987  | Рональд Рейган       |
| Артур Кулвахаус   | 20 березня 1987  | 20 січня 1989    | Рональд Рейган       |
| Бойден Грей       | 20 січня 1989    | 20 січня 1993    | Джордж Буш ст.       |
| Бернард Нуссбаум  | 20 січня 1993    | 8 березня 1994   | Білл Клінтон         |
| Ллойд Катлер      | 8 березня 1994   | 1 жовтня 1994    | Білл Клінтон         |
| Абнер Міква       | 1 жовтня 1994    | 1 листопада 1995 | Білл Клінтон         |
| Джек Квінн        | 1 листопада 1995 | лютий 1997       | Білл Клінтон         |
| Чарльз Рафф       | лютий 1997       | вересень 1999    | Білл Клінтон         |
| Бет Нолан         | вересень 1999    | 20 січня 2001    | Білл Клінтон         |
| Альберто Гонсалез | 20 січня 2001    | 3 лютого 2005    | Джордж Буш мл.       |
| Харріет Міерс     | 3 лютого 2005    | 31 січня 2007    | Джордж Буш мл.       |
| Фред Філдінг      | 31 січня 2007    | 20 січня 2009    | Джордж Буш мл.       |
| Грегорі Крейґ     | 20 січня 2009    | 3 січня 2010     | Барак Обама          |
| Роберт Бауер      | 3 січня 2010     | 30 червня 2011   | Барак Обама          |
| Кетрін Руммлер    | 30 червня 2011   | 2 червня 2014    | Барак Обама          |
| Ніл Еґґлстон      | 2 червня 2014    | 20 січня 2017    | Барак Обама          |
| Дон Макган        | 20 січня 2017    | 17 жовтня 2018   | Дональд Трамп        |
| Еммет Флуд (в.о.) | 18 жовтня 2018   | 10 грудня 2018   | Дональд Трамп        |
| Пет Чіполлоне     | 10 грудня 2018   | 20 січня 2021    | Дональд Трамп        |
| Дана Ремус        | 20 січня 2021    |                  | Джо Байден           |